# Focus Sat
Focus Sat, o marcă înregistrată Canal+ Luxembourg, oferă servicii TV Everywhere prin FOCUS+. O platformă versatilă de televiziune online care poate fi accesată de pe orice dispozitiv smart, oricând, de oriunde de pe teritoriul Uniunii Europene, FOCUS+ permite vizionarea canalelor TV live, alături de o bogată bibliotecă video on demand cu filme, seriale, documentare și programe pentru copii. Focus Sat este de asemenea un operator de televiziune prin satelit (Direct to Home) cu o prezență de lungă durată pe piața DTH din România.

## Istorie
În noiembrie 2004 s-a lansat Focus Sat, primul operator de televiziune digitală prin satelit (DTH) din România. La început compania Focus Sat România era deținută de acționarul majoritar Focus Sat Limited (companie britanică) și de câțiva acționari antreprenori români. 
În mai 2005, compania de telecomunicații UPC România a preluat 50% din acțiunile Focus Sat, iar în aprilie 2006 a achiziționat integral compania, devenind proprietarul de drept al Focus Sat.
În februarie 2010 compania americană Liberty Global International a înființat divizia pentru transmiterea de televiziune prin satelit pentru Europa centrală, purtând numele de UPC DTH cu sediul în  Luxemburg. Această companie a administrat operațiunile din Cehia și Slovacia fiind prezentă sub numele de Freesat, în Ungaria sub numele de UPC Direct, iar în România sub numele Focus Sat.
Din luna decembrie 2018 compania Focus Sat a fost achiziționată de către M7 Group, iar din 27 mai 2019 a devenit parte a Canal+ Luxembourg ca urmare a achiziționării M7 Group de către Groupe Canal+. Fuziunea a marcat mișcarea strategică a Canal+ de a-și extinde acoperirea europeană dincolo de piețele existente, oferindu-i o prezență în Germania, Tările de Jos, Belgia, Austria, Republica Cehă, Slovacia, Ungaria și România. 
Ca parte a Canal+ Luxembourg, Focus Sat și-a diversificat portofoliul de produse:
- noi pachete TV satelit cu o structură inovatoare, incrementală, opțiuni variate de conținut și preț pentru un public divers și modern, care pune accent pe libertatea de alegere; 
- noi pachete TV online disponibile din aplicația Focus Sat, ulterior redenumită FOCUS+, un serviciu interactiv care oferă acces la canale TV în direct și la conținut premium de tip video on demand. Aplicația FOCUS+ poate fi vizionată de pe orice dispozitiv smart, oricând, de oriunde de pe teritoriul Uniunii Europene.
Groupe Canal+
Fondat ca un canal TV francez cu abonament în urmă cu 40 de ani, CANAL+ este acum o companie globală de media și divertisment. Grupul are 26,9 milioane de abonați în întreaga lume, peste 400 de milioane de utilizatori activi lunar pe platformele sale OTT și de streaming video și un total de peste 9.000 de angajați. Generează venituri în 195 de țări și operează direct în 52 de țări, deținând poziții de lider în televiziunea de tip pay TV în 20 dintre acestea. CANAL+ operează la nivelul întregului domeniu audiovizual ceea ce include producție, difuzare, distribuție și agregare de conținut.
CANAL+ deține STUDIOCANAL, un studio premium de film și televiziune cu capacități de producție și distribuție la nivel mondial; Dailymotion, una dintre cele mai mari platforme de streaming video de format scurt din lume; Thema, o companie de producție și distribuție specializată în crearea și distribuirea de conținut și canale diverse; și servicii de telecomunicații, prin GVA în Africa și CANAL+ Telecom în jurisdicțiile și teritoriile franceze din lume. De asemenea, operează sălile de spectacole emblematice L'OIympia și Le Théâtre de l'Œuvre în Franța și CanalOlympia în Africa.
O companie media unică, CANAL+ deține, de asemenea, participații semnificative în Africa, Europa și Asia, în cadrul MultiChoice (liderul televiziunii de tip pay TV din Africa, în zonele de limbă engleză și portugheză), Viaplay (liderul televiziunii de tip pay TV din Scandinavia) și Viu (o platformă OTT de top din Asia de Sud).